# Ешнунна
Ешнунна — стародавнє місто в Межиріччі, в басейні річки Діяли, лівої притоки річки Тигра. Сучасне городище Тель-Асмар («Бурий пагорб») на території Іраку, на північний схід від Багдаду. Столиця близькосхідної області Варум, розташованої в родючому районі між Діялою і горами на сході.
Ешнунна виникла в 3 тисячолітті до н. е.
У XXI столітті до н. е. входила до складу Шумеро-Аккадського царства III династії Ура.
У XX—XVIII століттях до н. е. переживала значний розквіт, була головним містом самостійної держави і одним з центрів міжнародної торгівлі. У цей час крім столиці в ном Ешнунна входив ще цілий ряд дрібніших міст. Общинним божеством цього нома був Тішпак.
Після падіння III династії Ура царі Ешнунни, починаючи від Ітуріа, посилювали свої політичні позиції та розширювали свої межі, але були зупинені царями Ісіну та Вавилону. У XVIII столітті до н. е. Ешнунну завоював вавилонський цар Хаммурапі, при його наступників вона пережила нові руйнування, а після краху I Вавилонської (аморейської) династії потрапила під владу войовничих гірських племен каситів і була ними перейменована в Тупліяш. Ешнунна відігравала важливу посередницьку роль у зносинах Дворіччя з Еламом, обумовлену, до речі, тим, що між царськими будинками Еламу та Ешнунни були династичні шлюби. Остання згадка в клинописних документах відноситься до VI століття до н. е.
У 1930—1938 під час розкопок, які проводила археологічна експедиція Чиказького університету під керівництвом Г. Франкфорті та Т. Якобсена, були відкриті руїни храмів Тішпаку, Абу та інших богів, царського палацу, статуї божеств та адорантів, печатки, предмети побуту, а в храмових архівах — господарські документи.
З Ешнунною пов'язаний найдавніший пам'ятник близькосхідного права — так звані «Закони з Ешнунни» (XIX століття до н. е.), які представляють собою збірник з 59 статей акадською мовою. Збірник законів зберігся на двох глиняних табличках, які є, мабуть, шкільними копіями оригіналу; знаходяться в Іракському музеї Багдаду.